# آل وثيلة (وادي الدواسر)
آل وثيلة، هي قرية من فئة (أ) تقع في محافظة وادي الدواسر، والتابعة لمنطقة الرياض في السعودية. وتبعد آل وثيلة عن محافظة وادي الدواسر بمسافة تقارب () كم.